# Breda Meccanica Bresciana
Breda Meccanica Bresciana, fullständigt namn La Società Italiana Ernesto Breda per Costruzioni Meccaniche, är en italienskt industriföretag.

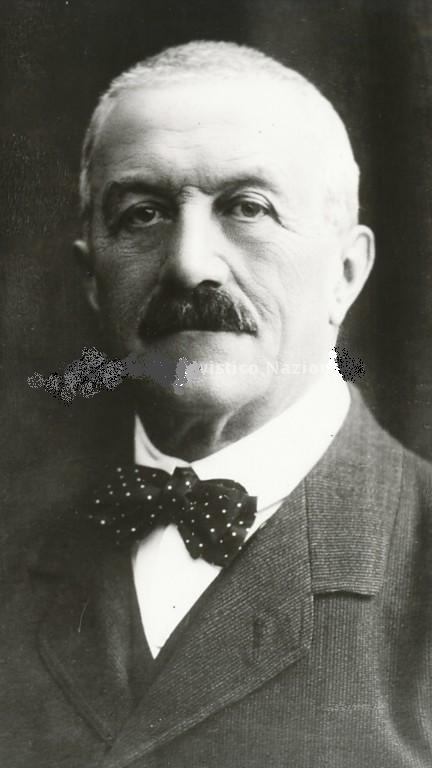
Ernesto Breda, c. 1920

Företaget räknar sina anor tillbaka till 1850. Den egentlige grundaren av det nuvarande storföretaget Ernesto Breda (1859-1918) övertog företaget 1890. 1899 ombildades Breda till aktiebolag. Tillverkningen bestod av såväl elektriska motorer som generatorer, jordbruksmaskiner, järnvägsvagnar. ång- och elektriska lok, samt automatvapen och kanoner. Ett dotterbolag i Milano tillverkade flygplansmotorer. Vid andra världskrigets utbrott hade företaget 16.000 anställda.